# Isarachnactis
Genre
Isarachnactis est un genre de cnidaires anthozoaires de la famille des Arachnactidae.

## Liste des espèces
Selon World Register of Marine Species (09 janvier 2023) :
- Isarachnactis brevis Calabresi, 1928
- Isarachnactis lobiancoi (Carlgren, 1912)
- Isarachnactis longipes Carlgren, 1924
- Isarachnactis magnaghii Calabresi, 1928

## Systématique
Le nom valide complet (avec auteur) de ce taxon est Isarachnactis Carlgren, 1924.